# Трьохсвятительський храм (Харків)
Трьохсвятительська церква («Гольбергівська»)  — православний храм в Харкові по вулиці Гольдбергівській,101, побудований в 1907 — 1915 роках з ініціативи голови Міського купецького товариства, купця першої гільдії Григорія Йосиповича Гольберга та його дружини Марії на їх власній земельній ділянці.

## Назва
Назва храму відсилає до трьох святителів: Василія Великого, Григорія Богослова та Івана Золотоустого, — і ймовірно надана Григорієм Гольбергом, який мав братів — Василя та Івана.
Будівля має статус «пам'ятка архітектури місцевого значення» (див. пам'ятки архітектури Харкова) із охороним № 343.

## Історія будівництва
9 січня 1906 на парафіяльному сході жителів Заїковської та прилеглих до неї вулиць було прийнято рішення звести храм в ім'я Трьох Святителів та обраний Будівельний комітет, головою якого став Гольберг. Було оголошено, що Гольберг безоплатно передає для побудови храму його ділянку на Заїківській вулиці (750 кв. сажнів = 0,34 га), жертвує на його зведення 10 тисяч рублів та зобов'язується сприяти будівництву.
Проект було розроблено архітектором М. І. Ловцовим.
Закладка Трьохсвятительського храму відбулася 2 вересня 1906 вже без участі важко хворого Ловцова, під керівництвом нового єпархіального архітектора В. М. Покровського, який і завершив будівництво.
Розпис церкви протягом двох років здійснив український живописець Олексій Якович Сокол, поєднуючи новий для тих років стиль модерн, з дотриманням канонів. Оригінальний іконостас було виготовлено в Італії за кресленнями Покровського. З боків іконостасу розташовані кіоти з іконами Трьох святителів та святої великомучениці Марії.
Площа храму дозволяла розмістити під час служби до 650 осіб. На будівництво пішло близько 2 млн штук цегли, а загальна сума витрат на всі роботи склала 200 тисяч рублів.
Будівництво було переважно завершено наприкінці 1914. Освячення храму звершив митрополит Флавіан 29 травня 1915.

## Післяреволюційні події
Після революції 1917 року церкву в 1923 перетворили на склад, куди звозили церковне майно із закритих храмів. Але вже 17 березня 1925 у відповідь на клопотання 50 осіб району Заїковської вулиці губвиконком уклав з віруючими договір про передачу їм у безкоштовне безстрокове використання будівлі та предметів культу.
За короткий час храм завоював велику популярність у харків'ян, перевершивши за числом прихожан міський та кафедральний собори.
Архівні документи про діяльність Церковної ради Трьохсвятительського храму закінчуються 1929 роком, але відомо, що церква продовжувала діяти до передвоєнних років. Настоятель храму П.Фомін та староста В.Скоркін були розстріляні за звинуваченням в антирадянській діяльності.
Богослужіння відновилися в 1941 році, під час німецької влади. Офіційна реєстрація храму відбулася в 1944 році.

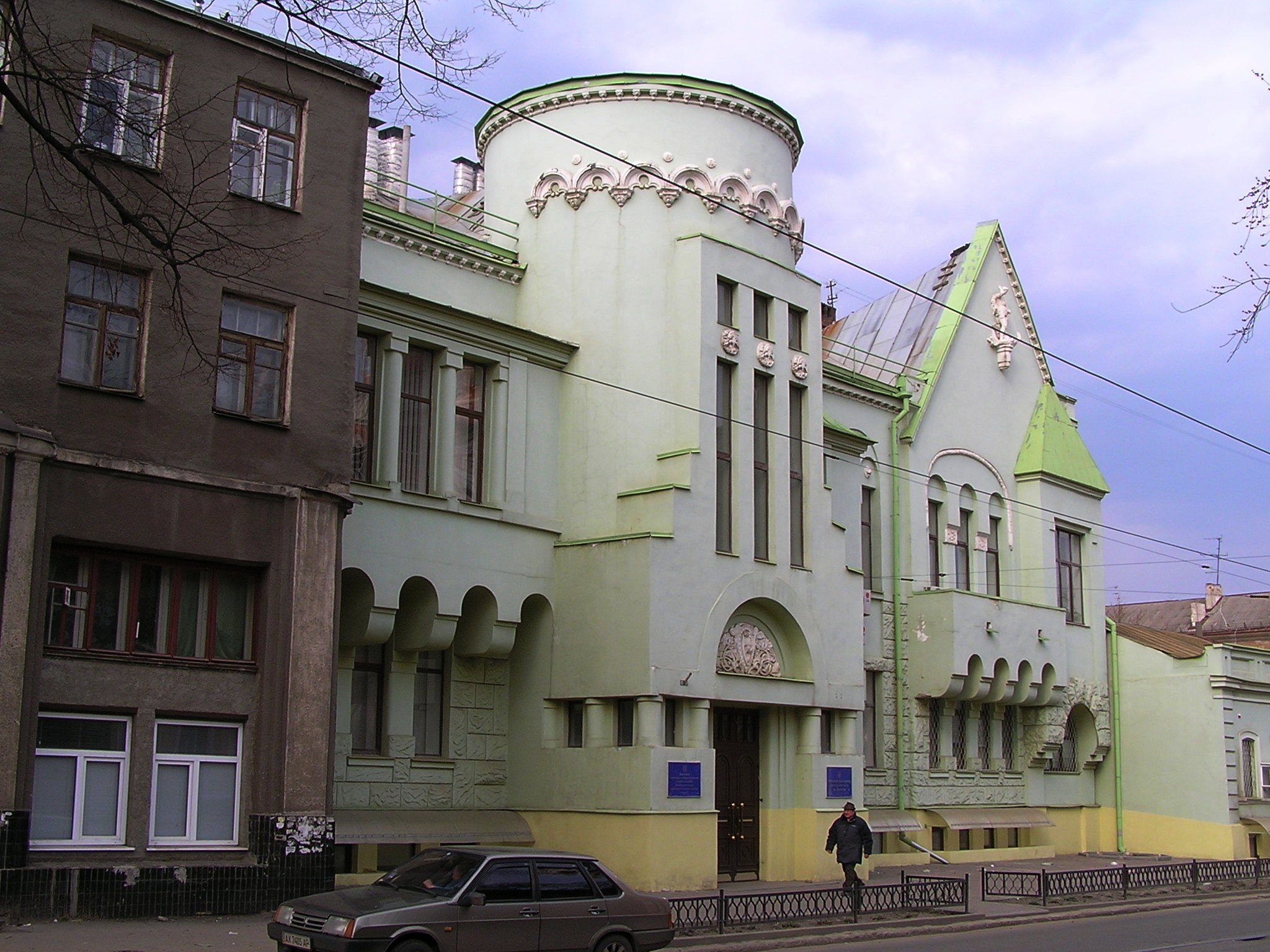
Маєток Гольберга навпроти церкви, також пам'ятка архітектури